# Harry Zeldenrust
Harry J. Zeldenrust (1934) is een Nederlands theoloog, predikant en vredesactivist. 

## Levensloop
Zeldenrust studeerde theologie aan de Vrije Universiteit Amsterdam en aan de Katholieke Universiteit Nijmegen. Hij was enige jaren gereformeerd predikant te Schiermonnikoog, later in Venlo en Uden. Van 1974 tot 1999 was hij als studiesecretaris verbonden aan de pacifistische kerkelijke vredesbeweging Kerk en Vrede, waar hij in de voetsporen trad van Krijn Strijd en Hannes de Graaf. Zeldenrust vertolkte een genuanceerd pacifistisch standpunt, waarbij hij zich veelal liet inspireren door de Duitse theoloog Dietrich Bonhoeffer. Hij was medewerker aan en redacteur van diverse publicaties van de Theologische Werkgroep van Kerk en Vrede, nam deel aan diverse gremia van het IKV en was vele jaren een vaste medewerker aan de jaarlijkse Liturgiekrant voor de Vredesweek, een uitgave van Pax Christi Nederland.

## Publicaties
- Ervaring en Keuze. Een theologische verkenning op het spoor van Dietrich Bonhoeffer (1976)
- Geweldloze weerbaarheid. Een nieuw model in de strijd tegen onrecht (1979)
- Een revolutie zonder geweld. André Trocmé en zijn kijk op de geweldloze revolutie (1981)
- De weerbaarheid van een kind. Verhalen over geestelijke weerbaarheid (1988)
- Voettocht naar vrede. Van rechtvaardige oorlog naar een vrede door gerechtigheid (1994)